# Blefaritida

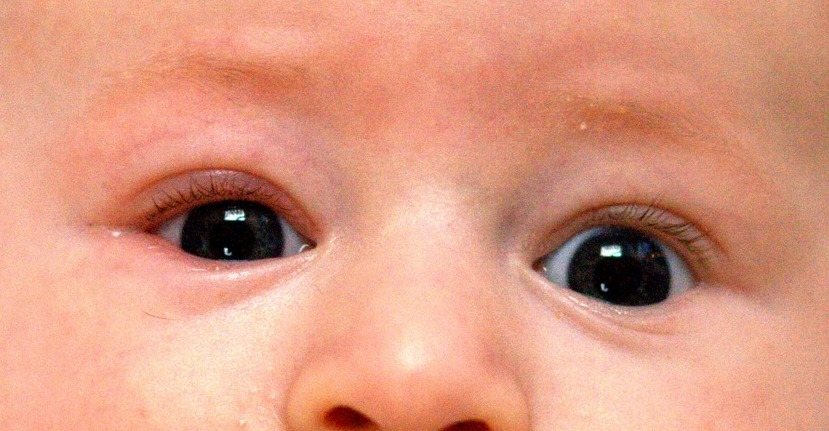
Kojenec s blefaritidou pravého oka

Blefaritida je onemocnění charakterizované zánětem okrajů očních víček. Může se projevovat zarudnutím, svěděním a podrážděním. Stav mohou zlepšit lubrikační oční kapky.

## Klasifikace
Existují dva hlavní typy blefaritidy:

### Seborrhoická blefaritida
Seborrhoická blefaritida je obvykle jednou z částí spektra projevů seborrhoické dermatitidy, která se projevuje na kštici, očních řasách, obočí, v nasolabiální rýze a na uších. Léčba patří do rukou dermatologa.

### Stafylokoková blefaritida
Stafylokoková blefaritida je způsobena stafylokokovou infekcí přední části očního víčka. Jak se infekce rozvíjí, postižený může začít mít pocit cizího tělesa v oku, zmatnění řas a pálení. Lékař obvykle předepíše povrchově aplikované antibiotikum, což by mělo vést k rychlému vyléčení. Stav někdy může vést k zánětu Meibomovy žlázy (chalazion, „vlčí zrno“) nebo zánětu Mollovy či Zeisovy žlázy (hordeolum, „ječné zrno“).